# XMP
XMP (zkratka z anglického Extensible Metadata Platform) je specifikace pro formát metadat používaný zejména v oblasti digitální fotografie. Často používaným formátem metadat je také IPTC, předchůdce formátu XMP a Exif, který shromažďuje data při pořízení fotografie.
Tento open-source standard byl v roce 2001 vytvořen společností Adobe jako součást programů Adobe Acrobat. Snahou bylo začlenit původní IPTC strukturu do nového standardu. Je orientovaný na tvorbu, zpracování a výměnu standardizovaných metadat.
Vychází z rozšiřitelného značkovacího jazyka XML, který umožňuje vytvářet vlastní značky pro různé typy metadat, které slouží k popisu a definici dat a jejich struktury. Je založen na nenáročnosti a jednoduchém použití. V jazyce XML definují značky strukturu a význam dat.
Tato platforma může být součástí mnoha typů souborů, z grafických to jsou především JPEG, PNG, GIF, RAW, PDF a další.

## XMP a formát RAW
Při práci se soubory typu RAW, je XMP soubor přidružený k RAW souboru a nachází se v něm veškeré informace o posledním provedení úprav v bitmapovém nebo vektorovém grafickém editoru.

### Příklad práce s XMP
Na fotografii je provedena změna barevné teploty pomocí Kelvinovy stupnice z původní hodnoty 4 900 K na nejnižší mez, 2 000 K. Editorem je automaticky vytvořen XMP soubor ihned po nastavení patřičných hodnot a jejich uložení. Změny v XMP souboru jsou zobrazeny v editoru Notepad++.
Výhodou XMP souborů je to, že u ověřeného postupu úprav, který je aplikován opakovaně na rozsáhlý počet fotografií, postačuje vytvoření pouze jednoho XMP souboru, který je následně použit pro nastavení hodnot všem fotografiím. Fotografie není nutné upravovat jednotlivě, což přináší zejména značnou časovou úsporu. Pokud jsou tyto fotografie otevřeny za týden, měsíc nebo po letech, editor má k dispozici vždy snímky s posledními provedenými změnami, které jsou obsahem XMP souboru.

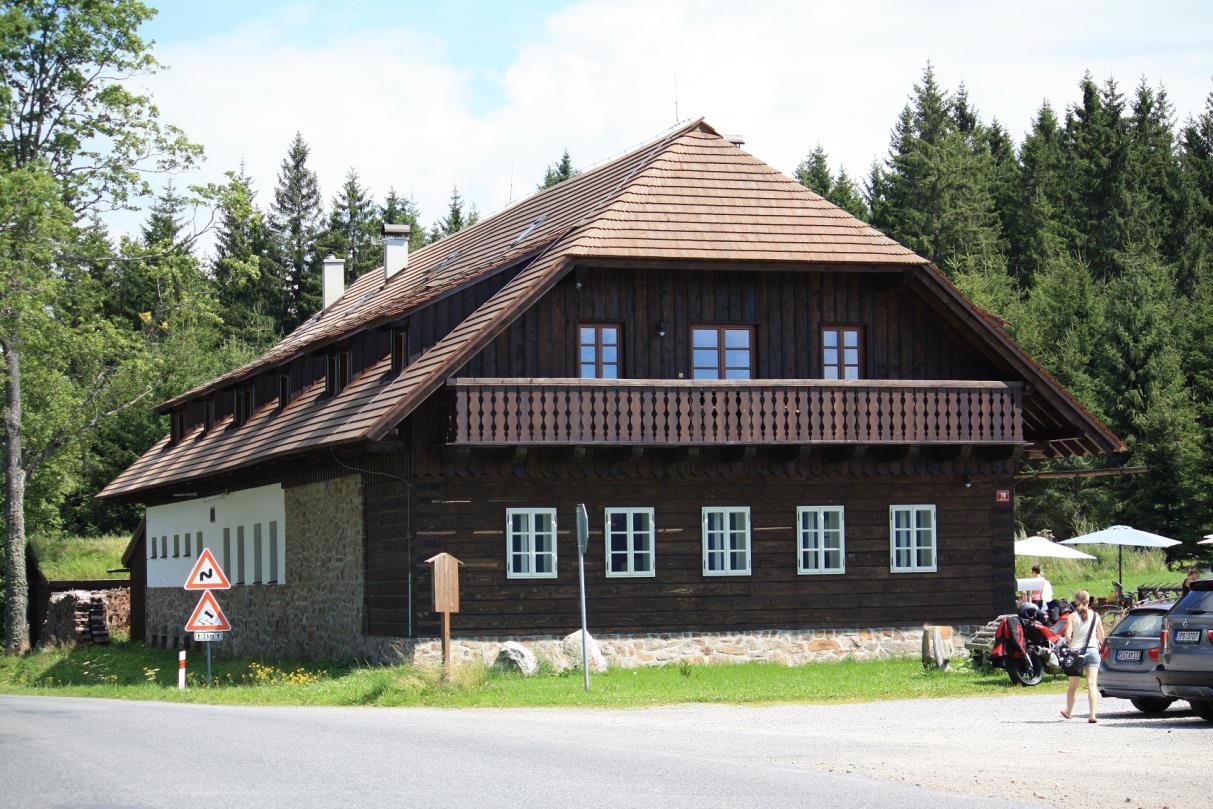
Fotografie před editací
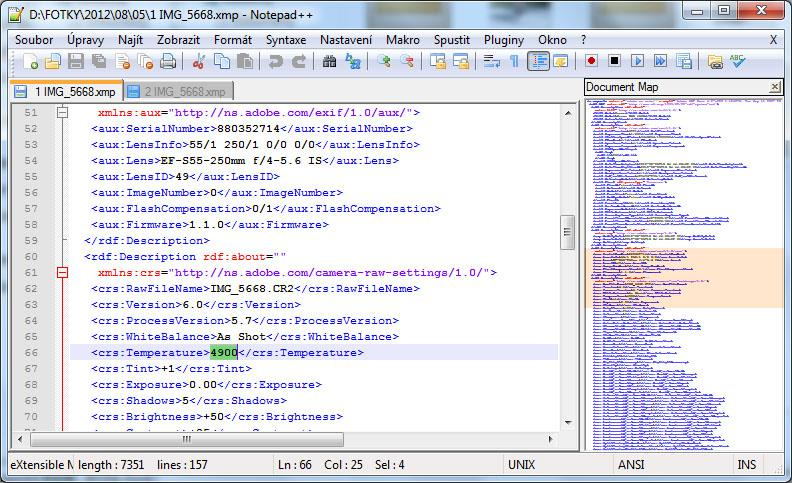
Původní hodnoty XMP souboru
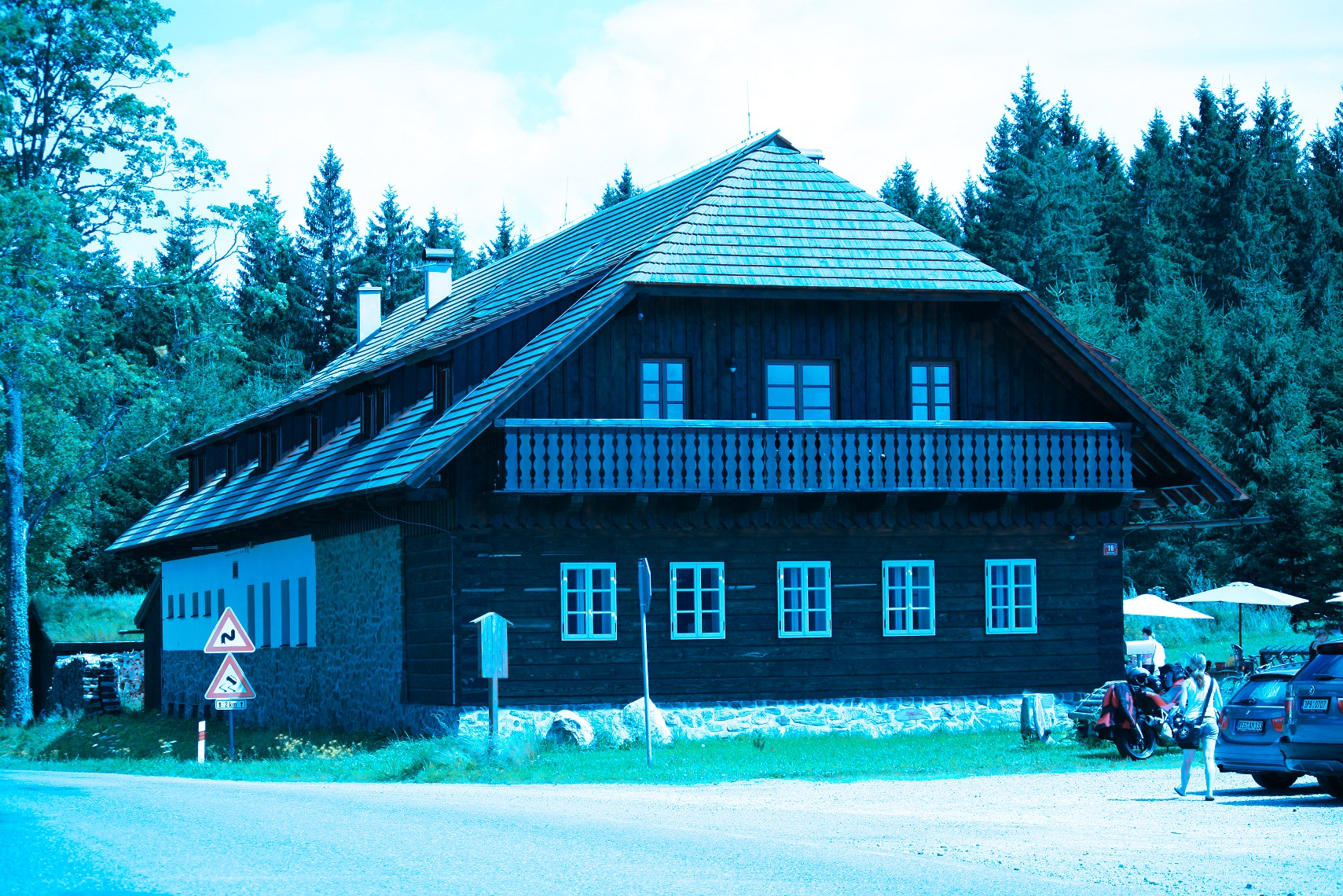
Fotografie po editaci
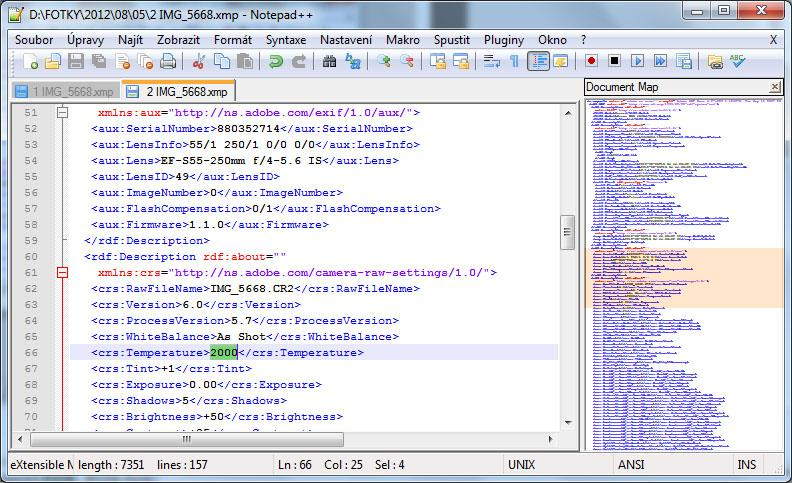
Editované hodnoty XMP souboru